# Classe Giuseppe Garibaldi
La classe Giuseppe Garibaldi di incrociatori corazzati fu progettata dalla Regia Marina a cavallo tra XIX e XX secolo; si rivelò una serie riuscita di navi da guerra e diversi esemplari furono varati e allestiti per conto di marine straniere.

## Le unità della classe
Le unità costruite furono in totale 10, di cui 3 per la Regia Marina e 7 per marine straniere. Le unità italiane ebbero i nomi Garibaldi, Varese e Ferruccio.
Delle unità vendute all'estero, 4 furono acquistate dall'Argentina, 1 dalla Spagna e 2 dal Giappone. La nave spagnola, venne battezzata Cristobal Colon, nome con cui viene chiamato in Spagna Cristoforo Colombo. Le 4 unità argentine vennero battezzate Garibaldi, San Martin, Belgrano e Pueyrredon, mentre le 2 unità giapponesi, vennero battezzate Kasuga e Nishin.

## Caratteristiche
La Regia Marina considerò per ragioni strategiche come priorità che le sue unità fossero più veloci delle omologhe straniere e nell'ultimo decennio del XIX secolo il termine di paragone erano le unità austriache e francesi considerate come potenziali pericoli.
Questo ed altri motivi indussero la Regia Marina a costruire unità che sebbene catalogate come corazzate, erano in realtà dei grandi incrociatori come le navi da battaglia classe Regina Margherita e classe Regina Elena.
Conseguenza di questa visione strategica fu l'interesse della Regia Marina per gli incrociatori corazzati, quando lo studio di questo tipo di unità raggiunse un certo livello di sviluppo. La scelta cadde su unità potenziate di questo tipo, in grado di misurarsi con le corazzate anche in virtù di una superiore velocità.

### Progetto
Il progetto venne rielaborato dall'ingegnere del genio navale Edoardo Masdea, che condusse i suoi studi seguendo le direttive del ministro della Marina Benedetto Brin ed i suggerimenti dell'Ansaldo, la società a cui era stata commissionata la costruzione della prima unità. Brin suggerì la rielaborazione del progetto degli incrociatori della classe Vettor Pisani, alla luce delle caratteristiche delle corazzate della classe Emanuele Filiberto.
I concetti base con cui venne sviluppato il progetto furono:
- Possibilità di disporre di unità in grado di assolvere sia i compiti propri degli incrociatori corazzati che quello delle unità di linea con le quali operare strettamente.
- Possibilità di affrontare, potendo disporre di un pesante armamento, anche in missioni individuali formazioni di incrociatori protetti.
- Poter evitare unità maggiori grazie all'elevata velocità.

Alla fine risultò un tipo di unità che rispetto ai “Vettor Pisani” aveva un aumento del dislocamento di circa 1000 tonnellate. Il risultato ottenuto fu soddisfacente, in quanto l'unità risultò ben armata, dotata di un'adeguata protezione e con una velocità di 20 nodi. Le caratteristiche di armamento, protezione e velocità risultarono ben equilibrate e la percentuale del peso era ripartita nel modo seguente: il 40% del peso totale allo scafo senza la corazzatura, il 15% all'artiglieria, il 25% alla corazzatura e il restante 20% all'apparato motore.

### Scafo e sovrastrutture
Lo scafo era in acciaio a ponte continuo, con poppa arrotondata e bordi alti. Il rapporto larghezza/lunghezza era molto elevato e ne favoriva la stabilità sia in navigazione che come piattaforma di tiro. Le sovrastrutture erano quasi del tutto simmetriche, con un castello di poppa ed uno di prora sul quale si elevava il torrione di comando. Nella sezione centrale tra i due castelli si trovavano i due fumaioli di sezione circolare. Il timone era del tipo semicompensato.
L'architettura generale, riducendo al minimo essenziale le sovrastrutture, diminuiva sia il bersaglio offerto al nemico sia il tonnellaggio.

#### Corazzatura
La corazzatura era in acciaio cementato tipo Harvey. Questo tipo di protezione venne usato alla fine del XIX secolo, quando l'inventore ed industriale americano Harvey trattò le superfici di acciaio al nichel con carbonio, ottenendo una lega di elevata durezza. In precedenza le piastre della corazzatura, erano costituite da ferro a basso tenore di carbonio inframezzato da strati di legno di tek, mentre l'acciaio aveva la tendenza a frantumarsi con gli impatti dei proiettili pesanti. In seguito, negli anni '80 si giunse alla disposizione di costruire corazze con piastre di ferro interne e acciaio esterne, ma la differenza di elasticità durante i colpi incassati le faceva facilmente scollare. Negli anni '90 Harvey ottenne una lega che aveva un'elevata durezza, ma non ancora l'elasticità necessaria. Successivamente Krupp riuscì a rimediare a questo con l'aggiunta di cromo, ottenendo una lega d'acciaio che divenne subito lo standard di riferimento, poiché riducendo lo spessore delle corazze di circa un terzo rispetto all'acciaio Harvey e di circa due terzi rispetto alle corazze di ferro a basso tenore di carbonio, era possibile ottenere la stessa protezione.
La corazzatura dei Garibaldi, abbastanza uniforme fino al ponte di coperta, era costituita da placche in acciaio nichelato dallo spessore che arrivava a 150 mm e che si riduceva ad 80 mm agli estremi. Il ridotto centrale aveva delle traverse di 130 mm di spessore, mentre il ponte corazzato aveva protezioni dallo spessore di 38 mm con una leggera curvatura. Le torri dei cannoni di grosso calibro ed il torrione avevano una protezione di 150 mm, mentre i cannoni da 152/40 avevano uno scudo di 130 mm di spessore. La protezione subacquea, che consisteva solamente in un doppio fondo si dimostrò insufficiente quando il Garibaldi venne silurato da un sommergibile nemico.

### Propulsione
L'apparato motore consisteva in due motrici alternative a tripla espansione alimentate da 24 caldaie che usavano come combustibile il carbone. Sia le macchine che le caldaie avevano diversi fornitori: Ansaldo, Hawthorn, Guppy, Orlando, Belleville e Niclausse. Le macchine azionavano due assi con due eliche di bronzo. Nelle prove il Garibaldi sviluppò una potenza di 14.713 hp ed una velocità di 19,7 nodi. Risultati praticamente analoghi vennero fornite nelle prove delle altre unità.

### Armamento
L'armamento, nonostante alcune differenze tra le varie unità, aveva una certa uniformità. Le artiglierie di grosso calibro delle unità italiane consistevano in un cannone EOC 10 in Pattern R da 254/40 mm, che aveva un'elevazione di 35º ed un peso di 30532 kg, e due cannoni da EOC 8 in Pattern W da 203/45 mm che avevano un'elevazione di 25° ed un peso di 19.356 chilogrammi.
Delle unità argentine tre imbarcavano 2 cannoni da 254 mm, mentre il quarto, il “San Martín” imbarcava 4 cannoni da 203 mm in 2 torri binate. Il “Cristóbal Colón” avrebbe dovuto essere equipaggiato con 2 cannoni da 254 mm, ma per varie vicissitudini non vennero mai imbarcati.
Delle unità giapponesi il Kasuga aveva lo stesso armamento del Garibaldi, mentre il Nisshin era armato come il San Martín.
I cannoni e le corazze dei Garibaldi sono stati prodotti dalla Società degli Alti Forni, Fonderie e Acciaierie di Terni.

## Italia
La costruzione per la Regia Marina delle prime due unità, cui vennero dati i nomi Garibaldi e Varese, iniziò nel 1893 rispettivamente nei cantieri Ansaldo di Genova e Orlando di Livorno, ma prima di essere varate vennero cedute per all'Argentina e ribattezzate General Garibaldi e San Martín. In sostituzione la Regia Marina ordinò altre due unità, ma anche queste furono a sua volta vendute prima del varo alla Spagna e all'Argentina e vennero ribattezzate rispettivamente Cristóbal Colón e General Belgrano. Una quinta unità di questo tipo, inizialmente costruita per la Regia Marina con il nome Francesco Ferruccio, dopo alcuni tentativi di acquisto da parte del Cile, finì per essere acquistata dal governo di Buenos Aires e venne ribattezzata General Pueyrredón, e così la prima unità ad entrare in servizio nella Regia Marina e che diede il nome alla classe fu solamente la sesta.
Il Garibaldi venne costruito a Sestri Ponente, il Varese a Livorno e il Ferruccio all'Arsenale di Venezia. Le tre unità presero parte alla guerra italo-turca con il Garibaldi che fu la nave insegna dell'ammiraglio Thaon di Revel operando efficacemente nelle acque della Libia, dell'Egeo e del Mediterraneo orientale. Il 24 febbraio 1912, in un'azione congiunta il Garibaldi e il Ferruccio, affondarono la cannoniera turca Avnillah al largo di Beirut, mentre le tre unità della classe il successivo 18 aprile forzarono lo Stretto dei Dardanelli.
Successivamente parteciparono al primo conflitto mondiale, nel corso del quale il Garibaldi venne affondato il 18 luglio 1915 dal sommergibile austriaco U.4 mentre era impegnato nel bombardamento della ferrovia Ragusa-Cattaro. Le unità gemelle Varese e Francesco Ferruccio vennero demolite alcuni anni dopo il termine del conflitto dopo aver trovato impiego come Nave Scuola per gli allievi dell'Accademia navale di Livorno, sino all'entrata in servizio dei grandi velieri Amerigo Vespucci e Cristoforo Colombo. Il Varese andò in disarmo nel 1923 ed il Ferruccio nel 1930.

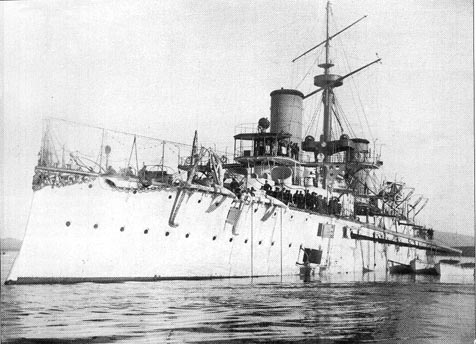
l'incrociatore argentino Garibaldi inizialmente costruito per la Regia Marina

## Argentina
L'acquisto degli incrociatori della classe Giuseppe Garibaldi da parte del governo argentino avvenne per il diretto interessamento del finanziere genovese Ferdinando Maria Perrone, a quel tempo rappresentante dell'Ansaldo a Buenos Aires, che approssimandosi la guerra tra l'Argentina ed il Cile, fece pressioni affinché la Regia Marina cedesse i contratti per la costruzione di due unità all'Argentina.
I contratti di vendita vennero firmati il 14 luglio 1895. Nella nuova Marina di appartenenza le navi vennero ribattezzate ARA General Garibaldi e San Martín. In sostituzione delle due unità la Regia Marina aveva ordinato la costruzione di altre due unità che anch'esse furono immediatamente opzionate dagli argentini, di cui una, battezzata General Belgrano entrò in servizio nella Marina Argentina mentre l'altra venne rivenduta dagli argentini alla Spagna mentre era in costruzione e venne ribattezzata dagli spagnoli Cristóbal Colón. In sostituzione gli argentini acquistarono un'altra unità della classe, in costruzione per la Regia Marina, che il governo cileno aveva tentato di accaparrarsi e che venne battezzata ARA Pueyrredón.
Nel 1902 altre due unità, il Bernardino Rivadavia ed il Mariano Moreno (in origine chiamate Roca e Mitre) erano state ordinate all'Ansaldo dal governo argentino, ma essendo stato firmato il trattato di amicizia tra Argentina e Cile che prevedeva un significativo ridimensionamento delle flotte, le due navi vennero vendute al Giappone, in conflitto con la Russia. Nella Marina imperiale giapponese le due unità, ribattezzate Kasuga e Nisshin sarebbero rimaste a lungo in servizio.

## Spagna
L'unità spagnola era ancora in costruzione per la Regia Marina con il nome "Garibaldi" quando venne acquistata degli argentini che la rivendettero subito agli spagnoli che la ribattezzarono "Cristóbal Colón". La nave, costruita a Sestri Ponente, partì da Genova il 16 maggio 1897 e venne inviata nelle Indie occidentali durante la guerra ispano-americana senza ancora aver montato i due 2 cannoni da 254 mm, lasciandola così pressoché indifesa. Nel corso della battaglia di Santiago di Cuba il 3 luglio 1898 il "Colón" dopo essersi arenato venne affondato.

## Giappone
Le unità giapponesi erano state costruite inizialmente per l'Argentina, ma appena consegnate, la guerra con il Cile terminò e venne firmato il trattato di amicizia tra Cile ed Argentina dai presidenti dei due stati, l'argentino Roca e il cileno Echaurren, e così le due navi, inutilizzate, furono rivendute alla Marina imperiale giapponese che aveva un conflitto aperto con la Russia. Le due navi parteciparono attivamente alla guerra russo-giapponese nella battaglia del Mar Giallo e nella battaglia di Tsushima. Dopo il 1922 con il Trattato navale di Washington le due navi vennero parzialmente disarmate. Il Nisshin venne usato come bersaglio e affondato, mentre il Kasuga venne demolito nel 1948.